# Čilimník bílý
Čilimník bílý (Chamaecytisus albus), jinak také čilimníček bílý, je kriticky ohrožený druh keřovité rostliny z čeledi bobovité (Fabaceae). 

## Synonyma
- Cytisus albus Hacq.;
- Chamaecytisus albus var. pallidus (Schrad.) Holub;
- Chamaecytisus leucanthus (Waldst. et Kit. ex Willd.) Link;
- Cytisus leucanthus Waldst. et Kit. ex Willd.;
- Cytisus supinus subsp. albus (Hacq.) Briq.;
- Cytisus variabilis Błocki;[3]

## Popis
Rostlina má formu malého, poléhavého, 20–80 cm vysokého keře. 
Větve jsou zdřevnatělé, lysé, vystoupavé. Tenké letorosty se hojně větví, na povrchu mají hustě krátce přitisklé nebo přímo odstálé ochlupení.
Listy jsou světle zelené, na rubu šedě zelené, trojčené, tvarově obvejčité, eliptické až kopinaté, 1,3–2,5 cm dlouhé a 0,4–0,6 cm široké, na bázi klínovité, u vrcholu zašpičatělé, z obou stran přitiskle chlupaté. Rovněž ochlupený řapík je 1–2 cm dlouhý.
Květenstvím jsou 3–12květé hlávky, které se formují na koncích větví. U 0,5 cm dlouhé květní stopky je přítomen čárkovitý listen a dva šídlovité listence. Kalich je žlutozelený až žlutý, chlupatý. Květy samotné jsou tvořeny napřímenou, na vrcholu vykrojenou, na svrchní straně hedvábitou, přitiskle chlupatou, po stranách ohrnutou pavézou, dále kratšími, podlouhlými, lysýmy křídly a lysým člunkem. Všechny okvětní lístky mají bílou až bleděžlutou barvu. Doba květu je červen až červenec.
Plodem jsou podlouhlé,  2–3 cm dlouhé, 0,5–0,6 cm široké, rovné, zploštělé, čárkovitě kopinaté a hustě přitiskle chlupaté lusky, v nichž se nachází drobná, lesklá a hladká semena.

## Poddruhy
- Chamaecytisus albus subsp. microphyllus (Boiss.) Kuzmanov
- Chamaecytisus albus subsp. obscurus (Rochel) Soó

## Ekologie
Druh roste na teplých, slunných, spíše suchých, výživných, hlinitých až jílovitých stanovištích (lesní okraje, pastviny, křoviny, stráně, světliny,..). Význačná je jeho mimořádná odolnost vůči suchu.

## Rozšíření

###### Svět
Výskyt druhu byl popsán v Česku, Rumunsku, Maďarsku, Litvě, Japonsku, Polsku, Bulharsku, Bosně a Hercegovině, Moldavsku, Řecku, USA, Portugalsku, Švédsku, Belgii, Rusku, na Slovensku a Ukrajině.

###### Česko
V ČR se druh vyskytuje pouze v oblastech na jih od Brna – v okolí Boleradic, Hustopečí, Velkých Pavlovic, Židlochovic, Bzence, Pouzdřan, Kurdějova a Popic.

## Galerie

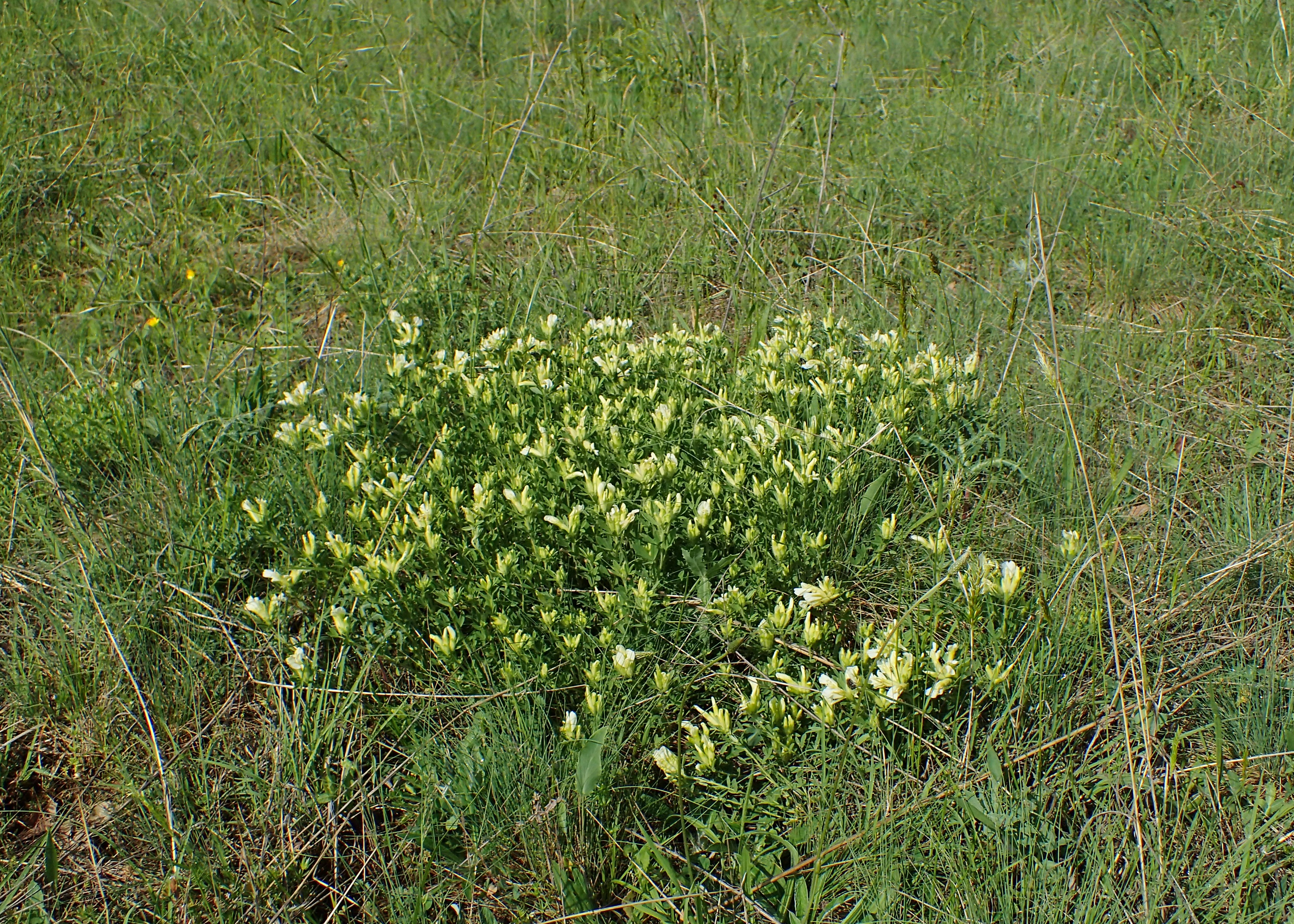
rostlina
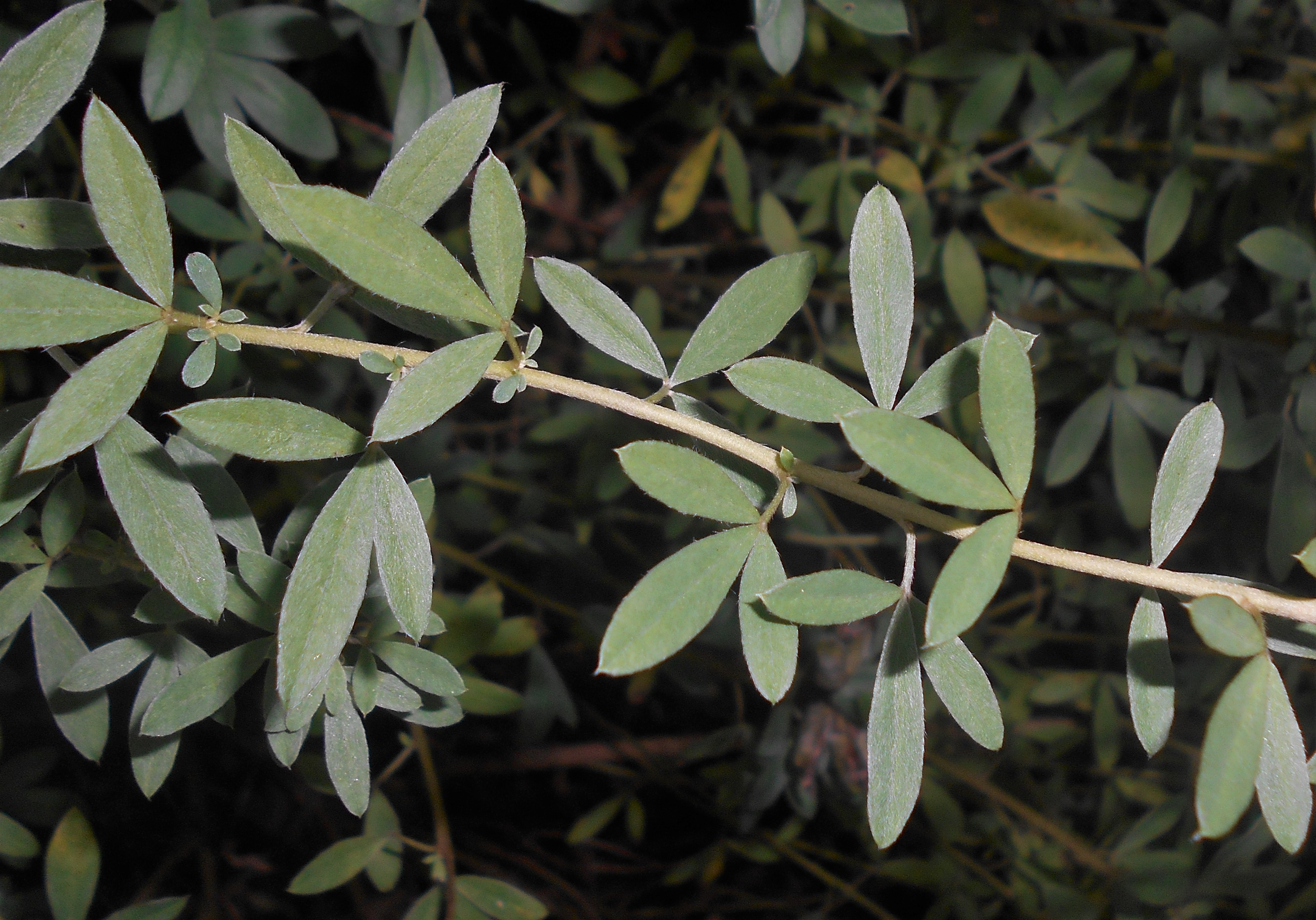
listy
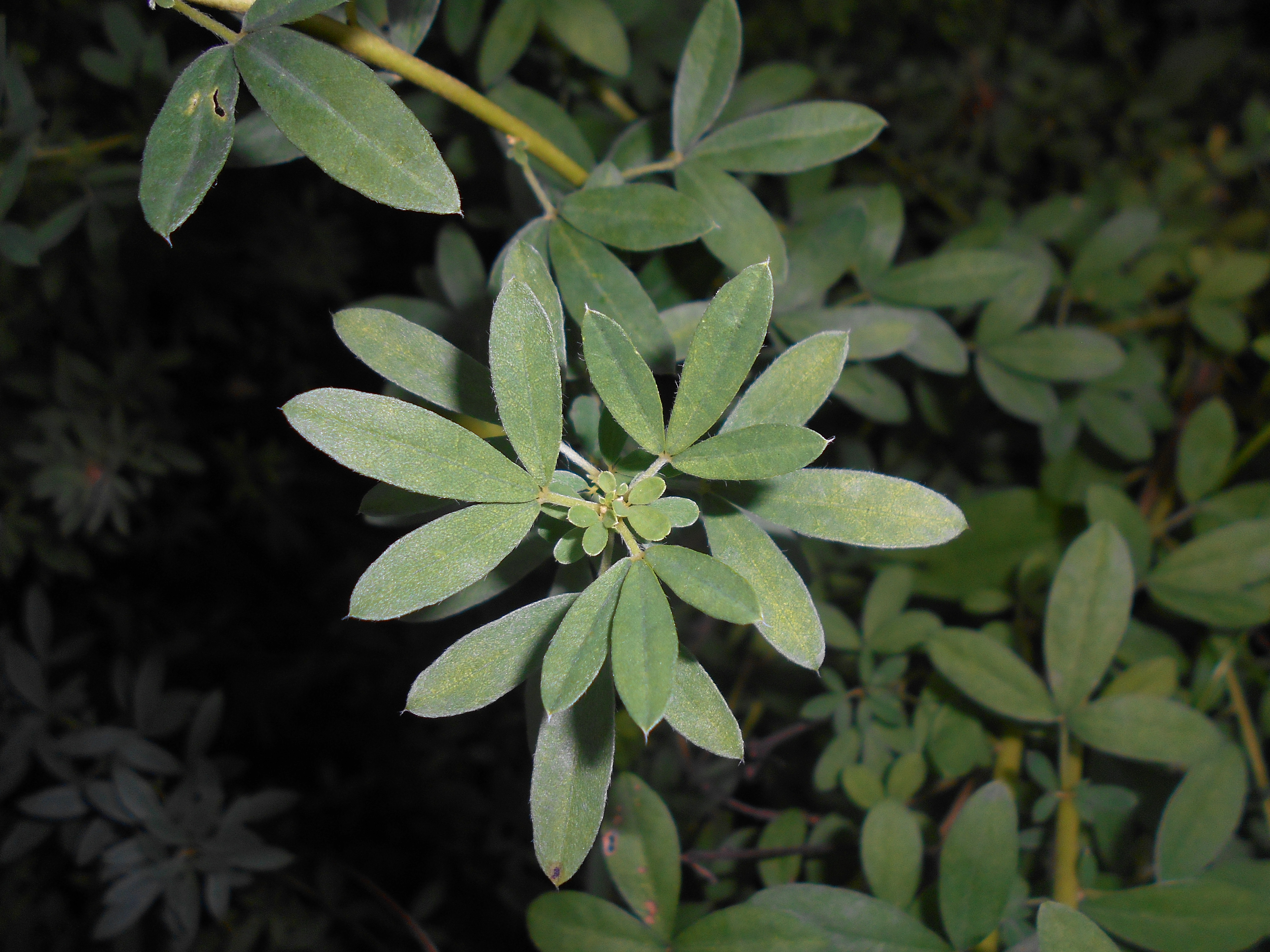
listy
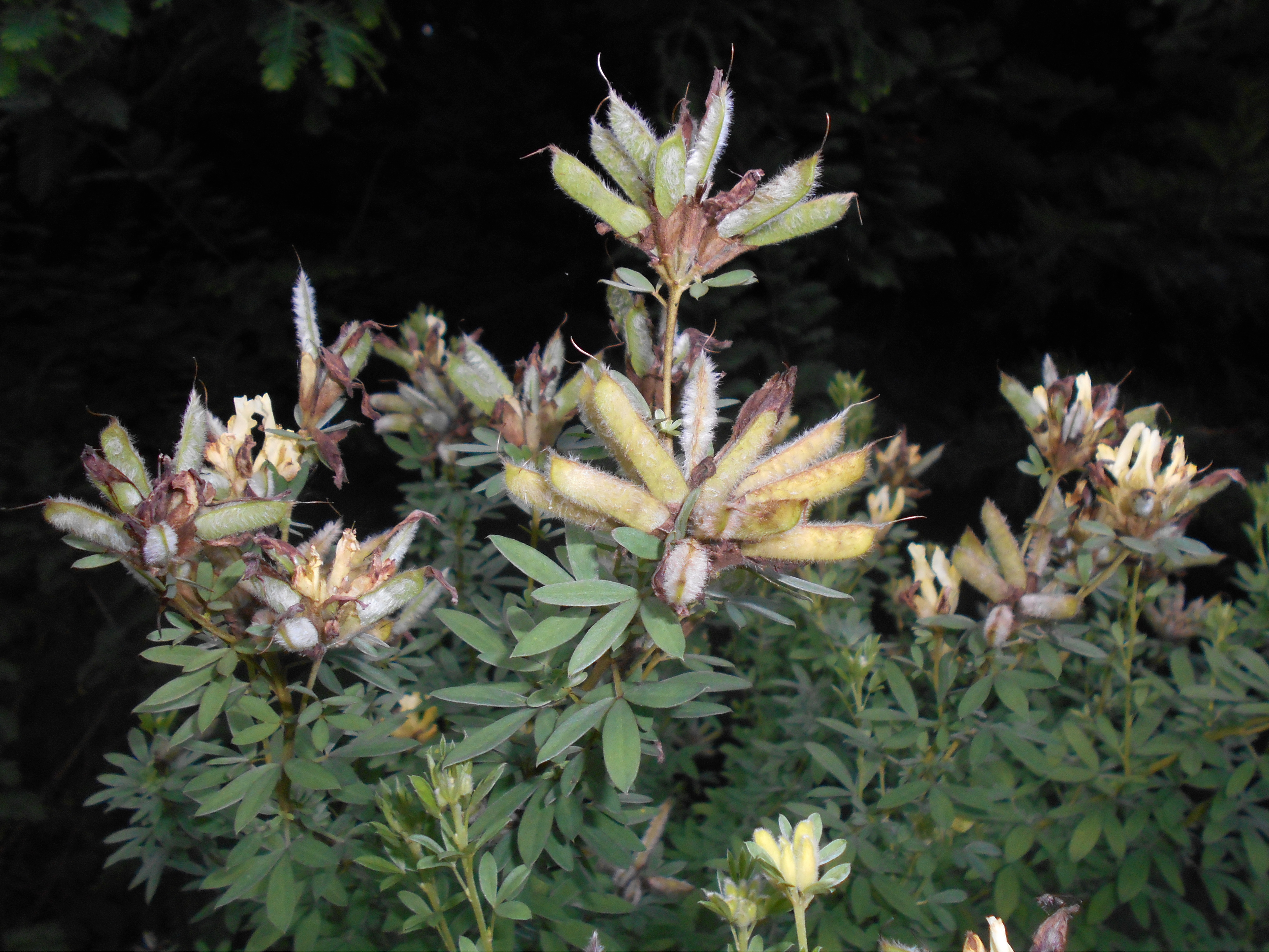
zrající plody
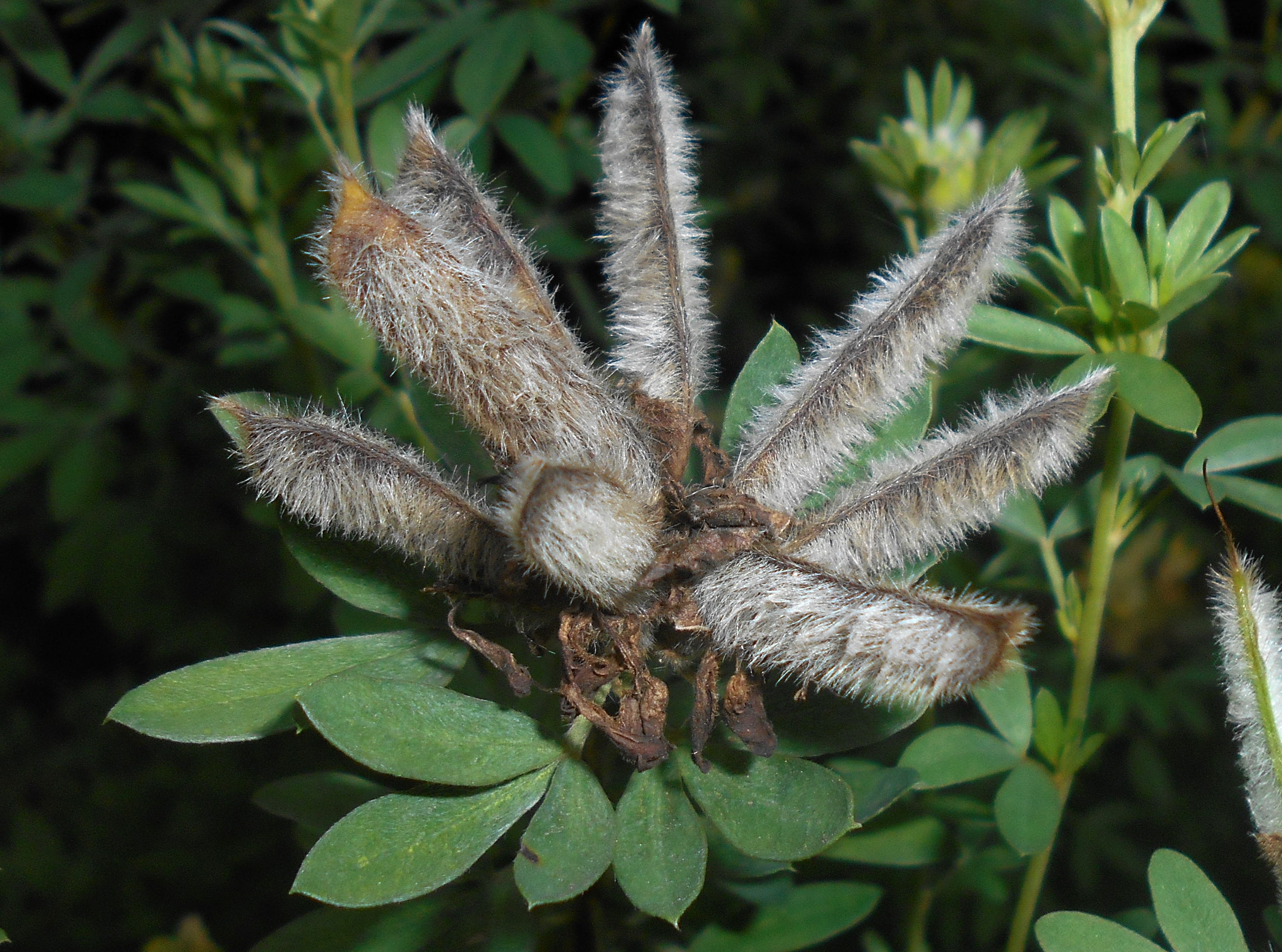
Zralý plod
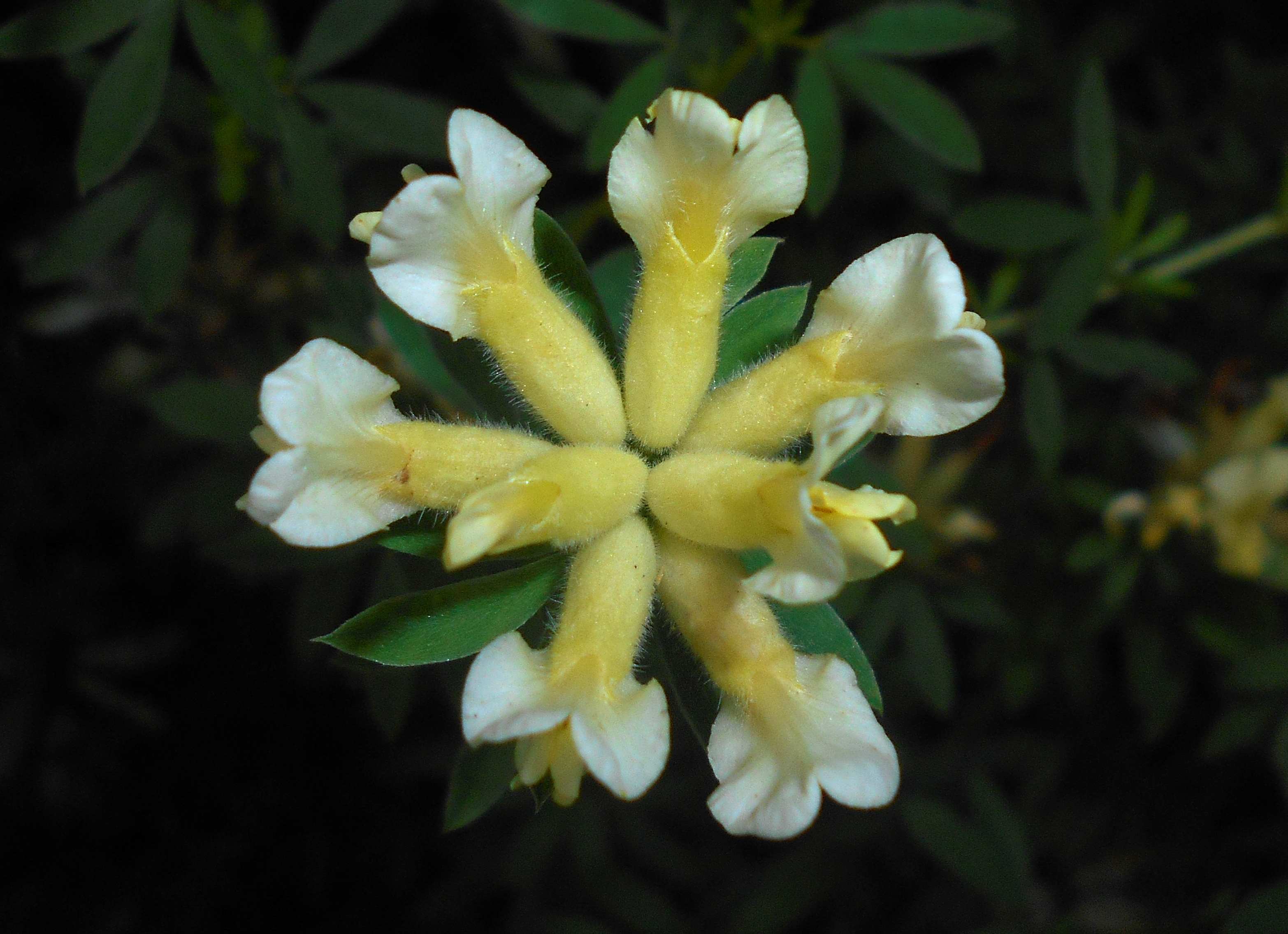
detail květu
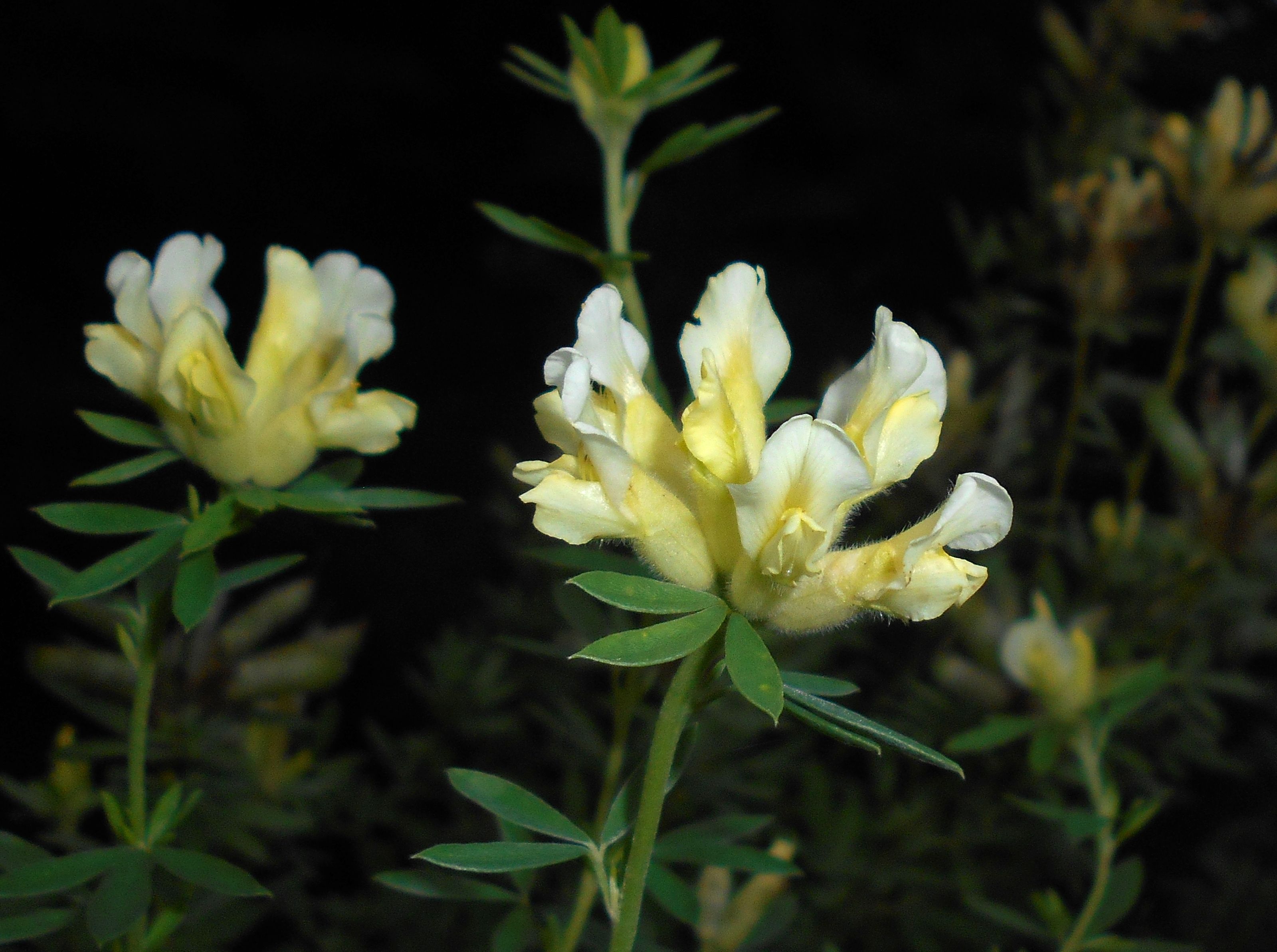
květy
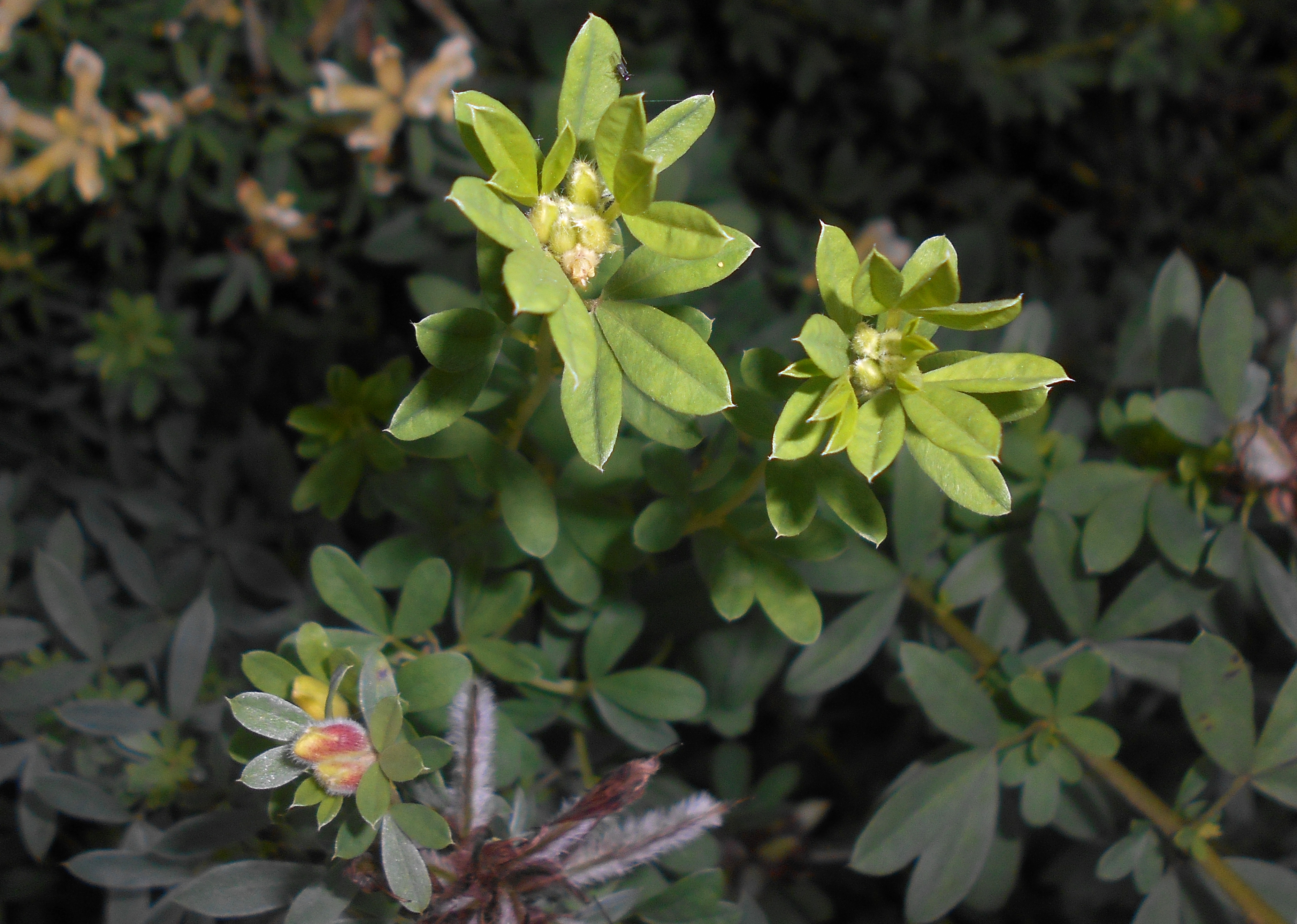
poupata